# Узагальнений ідентифікатор типу
Узагальнений ідентифікатор типу (англ. Uniform Type Identifier, UTI) — визначений Apple Inc. рядок, що позначає тип класу елементів. UTI було додано в операційну систему Mac OS X версії 10.4. Вони використовуються для ідентифікації типів файлів, каталогів, елементів буферу обміну, пакунків, псевдо та символьних зв'язків та потокових даних.  В технології пошуку інформації Spotlight UTI використовуються для категоризації документів.  Однією з головних задач запровадження UTI було усунення двозначностей та проблем пов'язаних з визначенням змісту файла виходячи із його MIME типу, розширення, або типу або коду редактора.
UTI мають структуру зворотніх DNS. UTI підтримують множинне успадкування, що дозволяє мультимедійним файлам мати позначення не одного типу (як в MIME) а всіх типів, до яких вони належать; ідентифікатор може бути успадковано від public.audio, public.video, public.text, public.image тощо.  UTI зберігаються у вигляді рядків Core Foundation; до дозволених літер належать A–Z, a–z, 0–9, "-", ".", та всі символи Unicode з кодом більше U+007F.
Домен public.* може змінюватись лише Apple Inc. та містить базові типи даних, що використовуються в решті UTI.
| Ідентифікатор  | Відповідає                  | Коментар                                         |
| -------------- | --------------------------- | ------------------------------------------------ |
| public.item    |                             | базовий клас фізичної ієрархії                   |
| public.content |                             | базовий клас для всього змісту документа         |
| public.data    | public.item                 | базовий клас для всіх файлів, потоків байт, тощо |
| public.image   | public.data, public.content | базовий клас для всіх зображень                  |

UTI навіть використовуються для ідентифікації інших ідентифікаторів файлів:
| Ідентифікатор             | Відповідає                   | Коментар                         |
| ------------------------- | ---------------------------- | -------------------------------- |
| public.filename-extension | public.case-insensitive-text | Розширення назви файла           |
| public.mime-type          | public.case-insensitive-text | MIME тип                         |
| com.apple.ostype          | public.text                  | Чотири-літерний код (тип OSType) |
| com.apple.nspboard-type   | public.text                  | NSPasteboard тип                 |

В разі потреби, можуть створюватись динамічні UTI; вони мають префікс dyn.

## Сторонні UTI
Apple Inc. пропонує велику колекцію системних ідентифікаторів UTI.  Сторонні програми можуть додавати UTI в системну базу Mac OS X шляхом «експорту» задекларованих в пакеті програм.  Оскільки нові UTI може бути задекларовано як такі, що відповідають існуючим системним UTI, і декларації можуть асоціювати нові UTI з розширенням файлів, експортована декларація може бути достатня для операційної системи для включення нової функціональності, такої як підтримка Quick Look для нових типів файлів.